# یواس‌اس نورث‌همپتون (اس‌پی-۶۷۰)
یواس‌اس نورث‌همپتون (اس‌پی-۶۷۰) (به انگلیسی: USS Northampton (SP-670)) یک کشتی بود که طول آن ۳۸ فوت (۱۲ متر) بود.